# Dépression essentielle
La dépression essentielle se traduit par un abaissement général du tonus de vie. Elle a de spécifique le fait qu'elle ne soit pas associée  à un sentiment de culpabilité, ni d'auto-accusation mélancolique. Elle est caractérisée par une absence d'expression symptomatique.